# 戦争と平和 (宝塚歌劇)
VISAシアター 宝塚グランド・ロマン『戦争と平和』（せんそうとへいわ）は宝塚歌劇団のミュージカル作品。2部40場。
原作はレフ・トルストイの同名小説『戦争と平和』。脚本・演出は植田紳爾。作曲・編曲は寺田瀧雄と入江薫。
星組公演。

## 概要
植田紳爾は本来の主人公ピエールを語り手とし、アンドレイとナターシャの恋を描く形に潤色した。
榛名由梨（専科所属、元月組・花組トップスター）、南風まい（トップ娘役）、但馬久美（専科所属、元星組副組長・元花組組長）、あづみれいかは1988年の東京公演千秋楽を最後に退団。
1988年7月1日付で雪組へ異動した海峡ひろきがこの作品に特別出演し、新人公演では榛名が演じたピエール役を演じた（同作品宝塚大劇場公演出演後、『たまゆらの記』東京公演から雪組生として出演）。
1989年の中日劇場公演ではトップ娘役に就任した毬藻えりがナターシャを演じた（本公演ではないので当時はお披露目公演とは呼ばれなかった）。 小柳日鶴（専科所属、元月組副組長）の最後の出演となった（退団は3月3日付）。
ロシアを舞台とする。
美しき伯爵令嬢ナターシャと運命的な恋に陥る青年公爵アンドレイを中心に、多彩な人物が様々に絡み合って物語を繰り広げられる歴史絵巻。
ピエールはナターシャを密かに愛する役柄である。

## 構成
第1部 黄昏の翳りの中で
第2部 雪原に耐えて果敢なく

## 公演期間と公演場所
- 1988年8月11日 - 9月27日（新人公演：8月25日） 宝塚大劇場
- 1988年12月3日 - 12月27日（新人公演：12月13日） 東京宝塚劇場
- 1989年2月3日 - 2月14日 中日劇場

## スタッフ（宝塚・東京）
- 脚本・演出：植田紳爾
- 作曲・編曲：寺田瀧夫、入江薫
- 音楽指揮（第1部）：岡田良機（宝塚）
- 音楽指揮（第2部）：橋本和明（宝塚）
- 音楽指揮：大谷肇（東京）、伊沢一郎（東京）
- 振付：喜多弘、羽山紀代美、黒瀧月紀夫
- 振付補：尚すみれ
- 装置：渡辺正男
- 衣装：静間潮太郎
- 照明：今井直次
- 小道具：上田特市
- 効果：扇野信夫
- 音響監督：松永浩志
- 演技指導：美吉左久子
- 舞台進行（第1部）：恵見和弘
- 舞台進行（第2部）：田中利彦
- 演出補：村上信夫
- 演出助手：谷正純、木村信司、中村一徳
- 制作：橋本雅夫
- 協賛：VISAグループ（9社）
- 製作担当：柏原正一（東京）
- 後援：関西テレビ放送株式会社

## 主な配役

### 宝塚・東京
※氏名の後ろに「宝塚」、「東京」の文字がなければ両公演共通の配役
本公演
- アンドレイ・ボルコンスキー公爵 - 日向薫
- ナターシャ・ロストフ - 南風まい
- ニコライ・ロストフ - 紫苑ゆう
- ピエール・ベズーホフ伯爵 - 榛名由梨（専科より特別出演）
- ナポレオン・ボナパルト - 但馬久美（専科より特別出演）
- アレクサンドル1世  - 燁明
- アナトリー・クラーギン - 麻路さき
- エレーナ - 矢代鴻
- イリーヤー・ロストフ伯爵 - 一樹千尋
- ナターリヤ・ロストフ伯爵夫人 - 藤京子（専科より特別出演）
- ソーニャ - 毬藻えり
- ベーラ - 夏美よう
- ピョートル - 大輝ゆう
- ニコライ・ボルコンスキー公爵、軍医ドルベッカーヤ - 小柳日鶴（専科より特別出演）
- マリヤ - 綾瀬るり
- ラストプーチン大公 - あづみれいか
- クトゥーゾフ将軍 - 萬あきら
- リーザ・クトゥーゾフ - 花愛望都
- アンナ・シュレール - 洲悠花
- 乳母ポコ - 葉山三千子
- 乳母ペン - 吹雪仁美

新人公演
- アンドレイ - 麻路さき
- ナターシャ - 乙原愛
- ピエール - 海峡ひろき（宝塚）、卯月佳（東京）
- ニコライ - 大輝ゆう
- ソーニャ - 青山雪菜
- アナトリー - 英りお
- ナポレオン - 天地ひかり
- アレクサンドル1世 - 卯月佳（宝塚）、稔幸（東京）
- クトゥーゾフ将軍 - 千秋慎
- ラストプーチン大公 - 稔幸（宝塚）、光樹すばる（東京）

### 中日公演
- アンドレイ - 日向薫
- ナターシャ - 毬藻えり
- ニコライ - 紫苑ゆう
- ソーニャ - 綾瀬るり
- ピエール - 夏美よう
- ナポレオン - 麻月鞠緒（専科より特別出演）
- アレキサンドル1世 - 愛甲充
- アナトリー - 麻路さき
- ピョートル - 大輝ゆう
- クトューゾフ将軍 - 萬あきら
- ラストプーチン大公 - 星原美沙緒（専科より特別出演）
- エレーナ - 矢代鴻（専科より特別出演）
- ボルコンスキー公爵 - 小柳日鶴（専科より特別出演）
- イリヤー・ロストーフ - 一樹千尋
- ナターリヤ - 藤京子（専科より特別出演）
- 乳母ポコ - 葉山三千子
- 同ペン - 吹雪仁美
- ボリス - 千珠晄

## 主な楽曲
- 戦争と平和
- 愛が始まる時
- 素晴らしき哉オペラ
- 乾杯の歌
- 僕がナターシャを愛している？
- モスクワよ永遠に
- あの人の傍に
- 愛する人を残して
- 生命こそ愛

備考 88宝塚歌劇全主題歌集(CD) TMPC-21B 「戦争と平和」(日向薫) 「愛する人を残して」(紫苑ゆう) 収録